# Powellinia
Powellinia là một chi bướm đêm thuộc họ Noctuidae. Hiện tại nó được coi là một phân chi của Agrotis.

## Loài
- Powellinia boetica (Rambur, [1837])
- Powellinia lasserrei (Oberthür, 1881)
- Powellinia pierreti (Bugnion, 1838)